# Historia naturalis Brasiliae

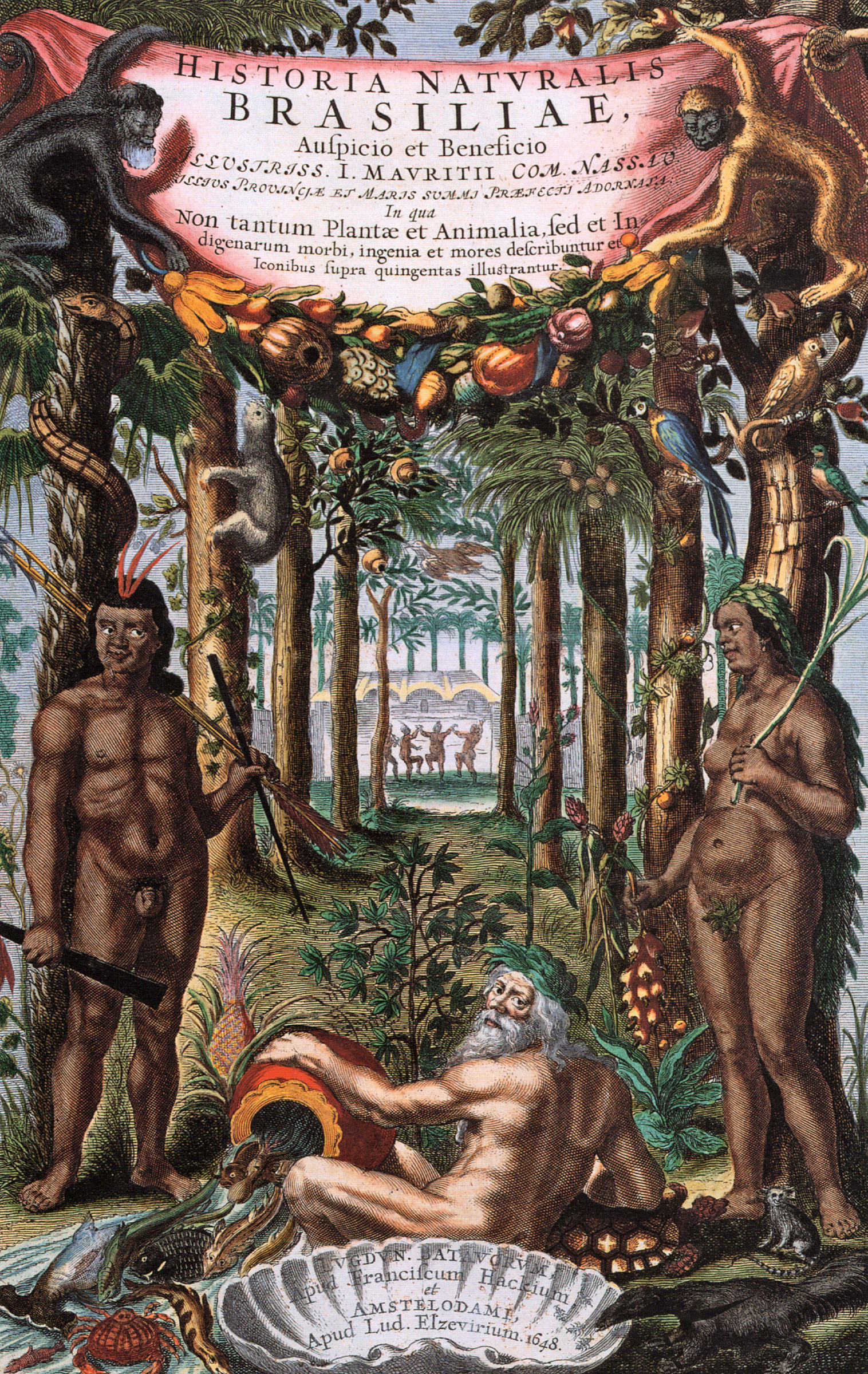
Portada del libro Historia naturalis Brasiliae.

Historia naturalis Brasiliae, escrito originalmente en latín, es un libro publicado en 1648 y considerado el primer libro médico que trata sobre Brasil. Es obra del holandés Willem Piso, y también utiliza observaciones realizadas por los alemanes Georg Marcgraf, H.Gralitzio y Johannes de Laet. El libro está dedicado al Conde Mauricio de Nassau, que fue quien financió las expediciones por Brasil y autorizó la obra.
Aunque trata en todo momento de Brasil, los autores del libro se refieren a la zona que actualmente se conoce como Región Nordeste de Brasil, ocupada en ese momento por la Compañía Neerlandesa de las Indias Occidentales.
La obra consta de un único volumen, midiendo el original 40 centímetros de altura. Su título completo, incluido el subtítulo, es Historia naturalis Brasiliae ... : in qua non tantum plantae et animalia, sed et indigenarum morbi, ingenia et mores describuntur et iconibus supra quingentas illustrantur. Está dividida en dos partes, la primera, llamada De Medicina Brasiliensi fue obra de Willem Piso, la segunda, de nombre Historia rerum naturalium Brasiliae se compone de ocho libros, obra de Georg Marcgraf, aunque el último de estos ocho libros es obra de Joannes de Laet.
Es una obra de gran importancia, ya que describe la flora y fauna brasileñas, y sirvió de referencia y como influencia para trabajos científicos posteriores, como los realizados por Carlos Linneo en su obra Systema naturae.